# Hélio Ansaldo
Hélio Ansaldo (Santos, 16 de junho de 1924 — São Paulo, 6 de dezembro de 1997) foi um jornalista, apresentador e político brasileiro. Foi locutor de rádio e apresentador de televisão, um dos pioneiros da televisão. Atuou na apresentação, redação e direção de programas esportivos, jornalísticos, humorísticos, musicais e de entretenimento em geral.

## Carreira
No dia da inauguração da TV Record, em 27 de setembro de 1953, às 20 horas, Hélio Ansaldo entrou no ar com  o "Boa Noite" e apresentou, ao lado de Sandra Amaral, um programa musical.
Um de seus mais notórios trabalhos na televisão foi no comando do Record em Notícias, nas décadas de 70 e 80, popularmente conhecido como "Jornal da Tosse", ao lado de Blota Jr., Murilo Antunes Alves, Aurélio Campos, José Serra, João Mellão Neto, Arnaldo Faria de Sá, Maria Lydia Flândoli, Padre Godinho, Heitor Augusto e Wilson Fittipaldi (o Barão), entre outros. Sempre encerrava o programa com a seguinte mensagem: "Que Deus nos proteja e nos torne instrumentos de Sua paz".
Também foi apresentador de programas na Rede Vida e na TV Mar de Santos, na década de 90.
Atuou como ator de cinema no filme Fuzileiro do Amor (1956), cujo protagonista era Amácio Mazzaropi; foi compositor musical, e também teve uma carreira política, sendo eleito deputado estadual no estado de São Paulo em 1990, pelo PDS, tendo sua base eleitoral no município de Santos.

## Filmografia
Como ator
| Ano  | Título                | Personagem |
| ---- | --------------------- | ---------- |
| 1959 | Moral em Concordata   |            |
| 1958 | Ravina                | Advogado   |
| 1958 | Rebelião em Vila Rica | Professor  |
| 1956 | Fuzileiro do Amor     |            |

Como roteirista
- Eu Fui Toxicômano (1959) - TV série
- Doutor Jivago (1959) - TV série
- Cela da Morte (1958) - TV série